# Walter Chrysler
Walter Percy Chrysler (ur. 2 kwietnia 1875 w Wamego, zm. 18 sierpnia 1940) – amerykański pionier automobilizmu, założyciel przedsiębiorstwa Chrysler.

## Życiorys

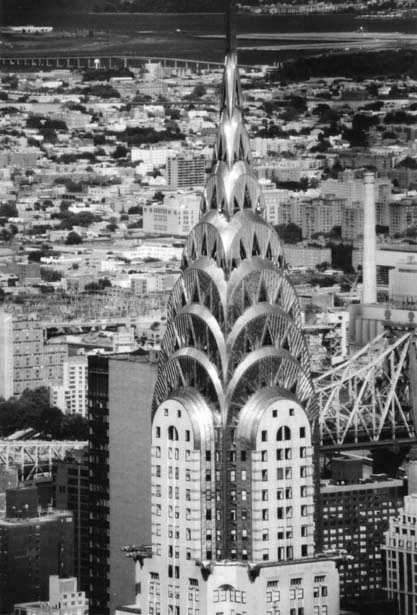
Chrysler Building, którego budowę sfinansował Chrysler

Urodził się w Wamego w stanie Kansas, dorastał w Ellis. Mieszkał także w Oelwein w stanie Idaho. Swoją karierę zaczął w przedsiębiorstwie American Locomotive Company (specjalizującej się w produkcji lokomotyw). ALCO odnosiła sukcesy w rajdach, gorzej jednak było ze sprzedażą ich samochodów. Gdy Chrysler się w tym zorientował, przeniósł się do Buick Motor Company w 1911 roku.
Po rezygnacji z kierowania Buickiem, w 1919 roku zatrudniło go Willys-Overland Motor Company, płacąc mu zawrotną jak na tamte czasy pensję w wysokości 1 000 000 USD rocznie. Odszedł stamtąd w 1921 roku, przejął przedsiębiorstwo Maxwell Motor Company, po czym przekształcił je w Chrysler Corporation. Sfinansował budowę Chrysler Building w Nowym Jorku, wówczas największego budynku na świecie.
W 1928 roku Chrysler otrzymał tytuł Człowieka Roku tygodnika „Time”.